# Abri de Prados de los Arejos II
L' Abri de Prados de los Arejos II est un abri sous roche situé dans la commune de Tormón, comarque de Comunidad de Teruel dans la province de Teruel.
Il contient des peintures rupestres de thèmes variés de l'art levantin, d'Art schématique ibérique et de gravures, faisant partie de l'ensemble de l'Art rupestre du bassin méditerranéen de la péninsule Ibérique déclaré patrimoine mondial par l'UNESCO en 1998 (réf. 874-...).
Il appartient au groupe d'abris sous roche de la Ruta de Arte Rupestre de Tormón, dans le parc culturel d'Albarracín.

## Découverte et localisation

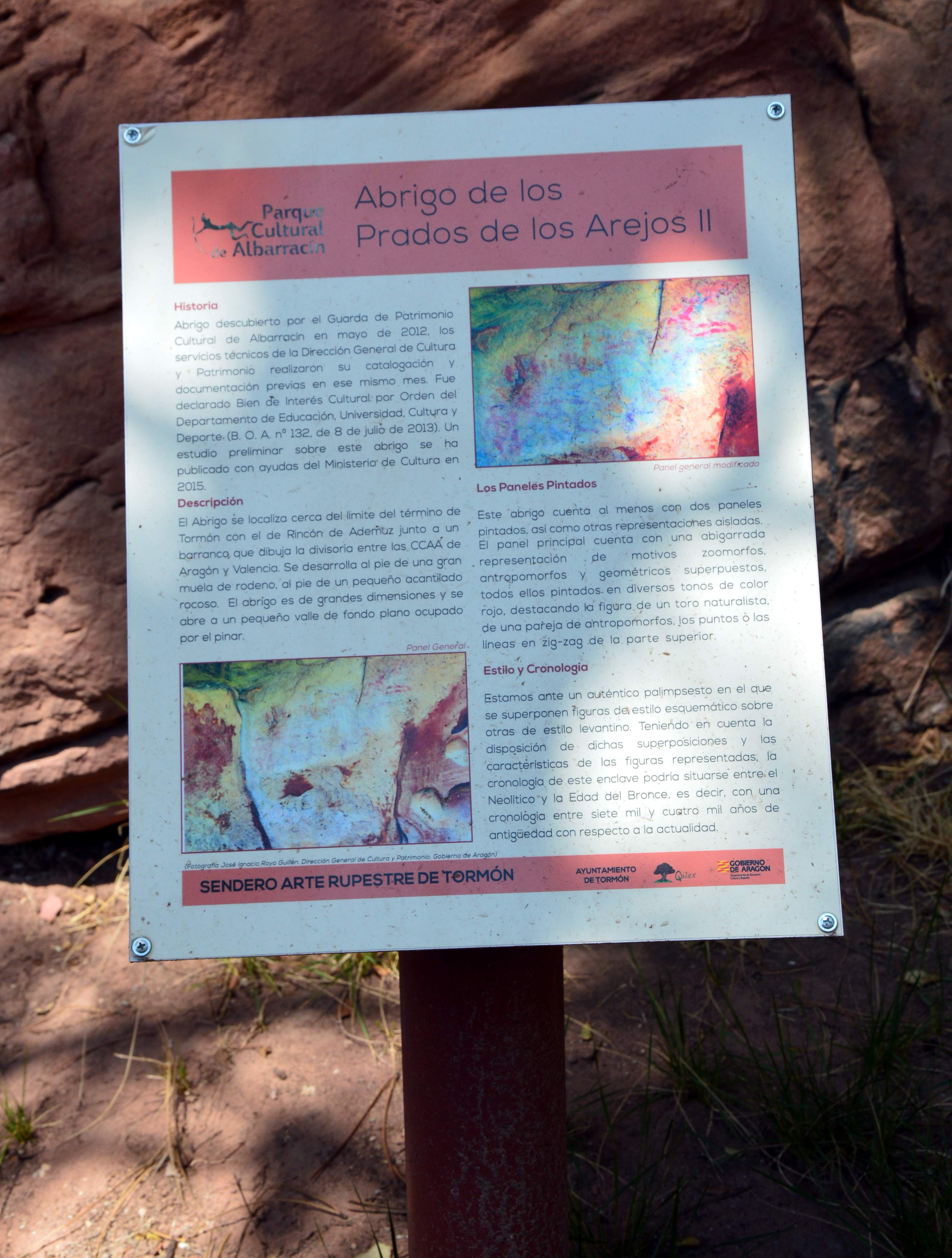
Panneau de l'abri de Prados de los Arejos II

Découvert par l'Agent de Protection du Patrimoine Culturel (Hilario Dalda) - en mai 2012 - : les services techniques de la Direction Générale de la Culture et du Patrimoine du Gouvernement d'Aragon ont réalisé les travaux préalables de catalogage et de documentation pour sa déclaration comme Bien d’Intérêt Culturel (BIC).
Cependant, jusqu'à son étude et sa publication (M. Bea et J. Angás, 2015), le refuge est resté inédit.
L'abri, datant entre le Néolithique ancien et supérieur (7000-5000 av. J.-C.), est situé dans le dernier tronçon de la Route de l'art rupestre du Tormón. Il est en fait situé au pied d'un éperon rocheux situé à l'intersection de deux ravins qui forment un passage entre d'anciens champs de culture : les habitants de Tormón ont nettoyé et drainé la zone, mais elle est aujourd'hui abandonnée. L'abri est situé dans un espace clos à gauche du chemin, bien visible à travers la clôture qui le protège.

## Description

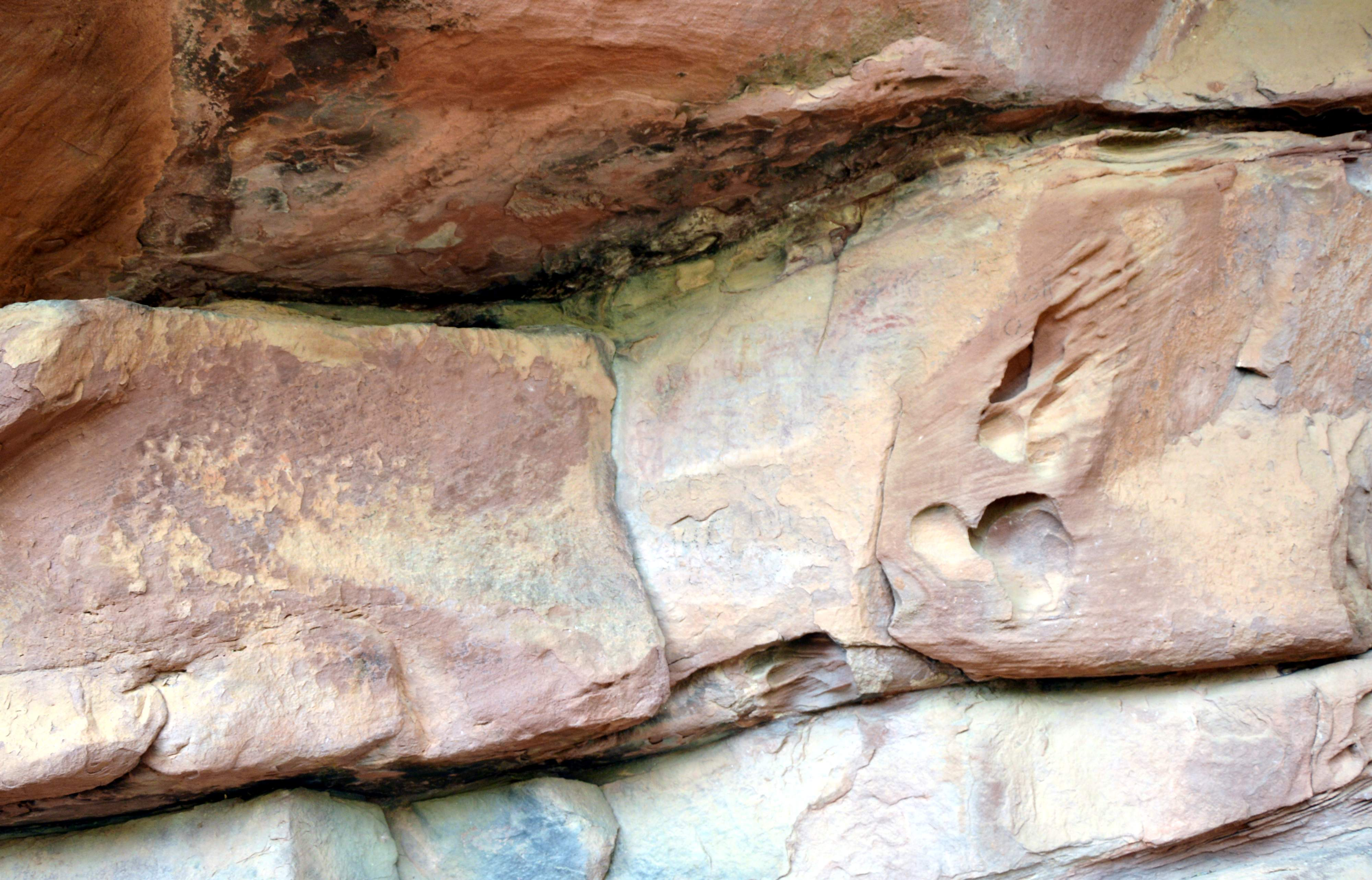
Détail de la fresque

Il s'agit d'un grand abri orienté sud-est, le panneau décoré occupe cependant un petit secteur (1,2 × 1,05 m), situé à gauche, entre deux fissures verticales : entre la fresque et le sol de l'abri il y a un projection qui a dû servir de plateforme aux artistes qui ont composé ces tableaux.
Les pertes superficielles du support, les procédés de sablage et la couche de poussière accumulée rendent difficile la visualisation des représentations, malgré leur état de conservation acceptable.
Non sans raison, la section du mur décoré a été comparée à un palimpseste , puisqu'il y a jusqu'à trente figures superposées dans différents tons (rouge, carmin, orange, violet...) et styles (du naturalisme au schématisme ), interprétant au moins trois phases figuratives :

« Le premier se situerait dans un horizon naturaliste (tradition levantine), dans lequel se trouve la représentation d'un grand bovidé rouge foncé/noirâtre regardant vers la gauche. L'animal a une tête épaisse (dans une attitude d'habillage ou de pâturage), les bois présentent une double courbure dans une perspective semi-torsadée (semblable au taureau Cerrada de l'oncle Jorge et au taureau de l'abri de la Ceja de Piezarrodilla). Sans pouvoir le confirmer, les techniciens observent également une figure anthropomorphe partiellement constituée (tête, partie supérieure du tronc et bras). D'autres motifs (schématiques et abstraits) sont peints sur le bovidé, ce qui est évident dans la zone des bois, où l'on voit sur les cruches un motif anthropomorphe qui forme la lettre grecque « phi » (Φ, φ). À droite de la précédente, il est possible de supposer l’existence d’une autre figure anthropomorphe schématique.

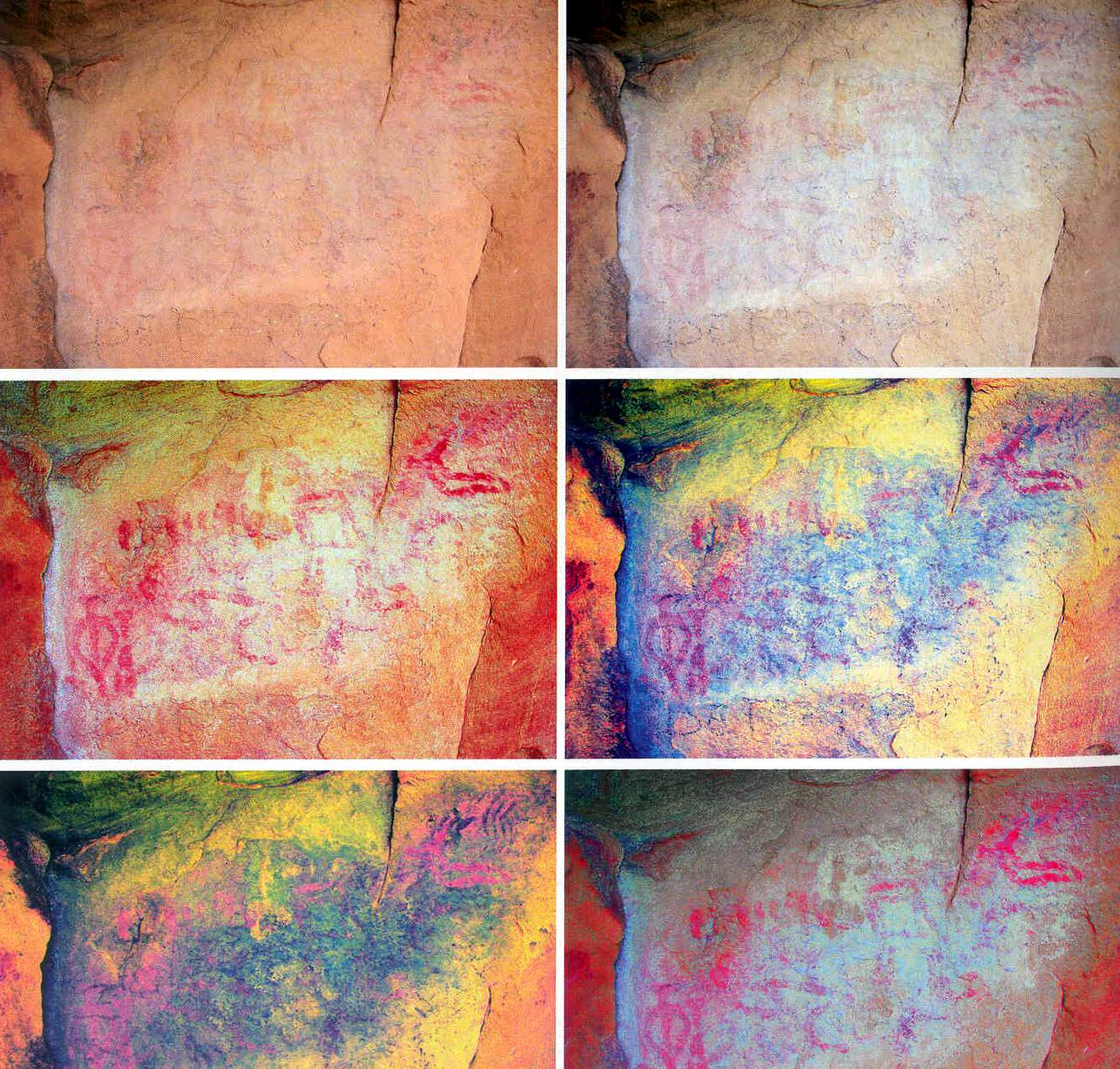
Détail des motifs (traitement digital)

Peintures rupestres du Rodeno : refuges du Sentier Tormón, Alfredo Sánchez Garzón »

Au-dessus du grand bovidae, d'autres figurations abstraites (motifs linéaires, courbes, rectilignes) se superposent en guise de chantournage, ainsi que d'autres motifs géométriques (un carré inscrit dans un plus grand).
Dans la partie supérieure du panneau, dans laquelle sont représentés de petits traits linéaires en position verticale, juxtaposés, on peut observer davantage de traces de couleur (carmin et rouge foncé ou brunâtre).
De même, dans la marge supérieure droite du panneau, vous pouvez voir un étrange signe ovale de couleur rouge-carmin superposé à un autre ensemble de traits rouge foncé disposés verticalement et adjacents, avec des alignements verticaux et un élément quadrangulaire.

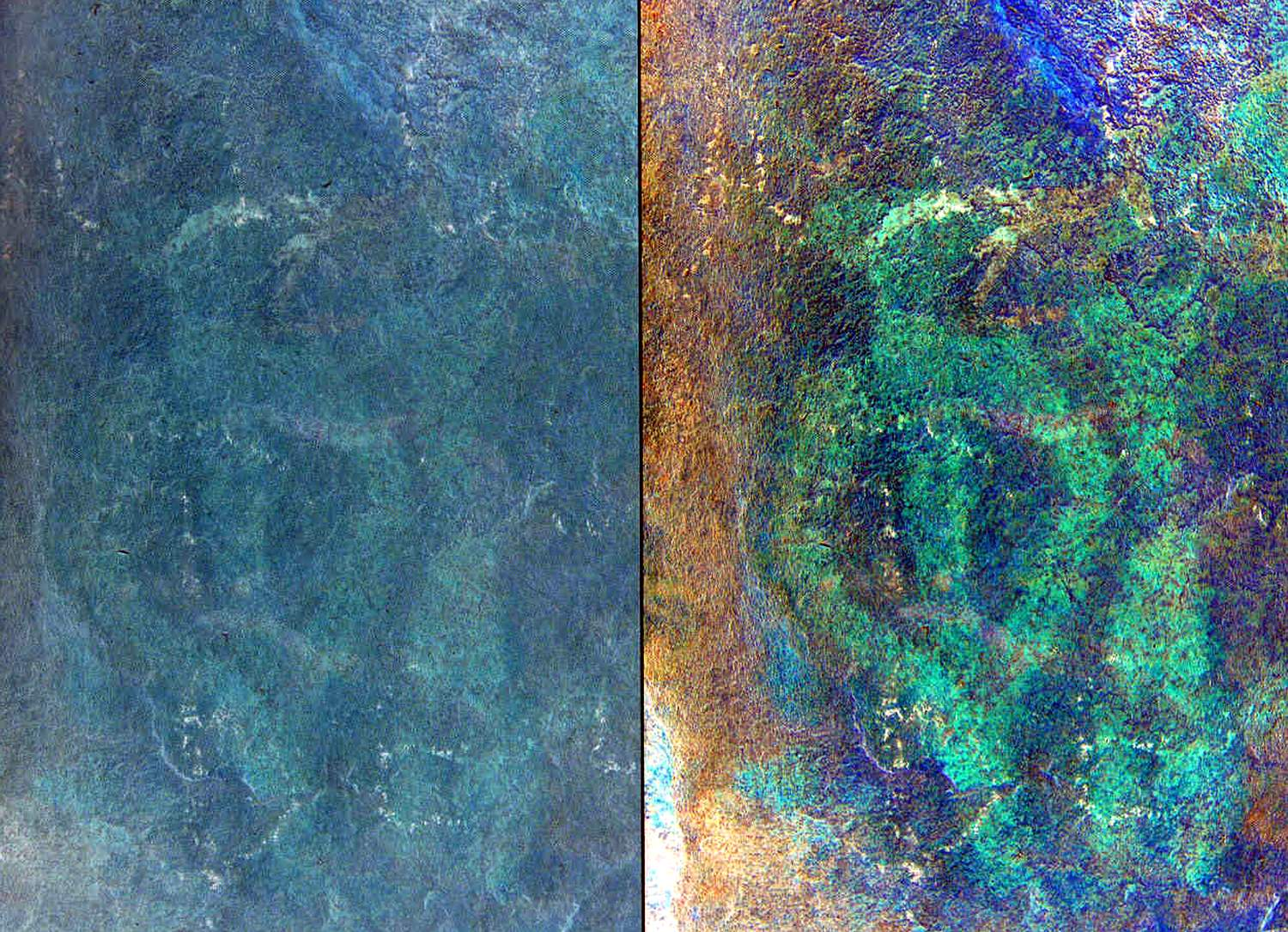
Détail de la fresque (traitement digital)

Les études réalisées sur les peintures de cet abri n'ont pas encore présenté leurs conclusions définitives, même si les chercheurs prédisent plus d'une surprise, puisque le lieu constitue l'un des groupes avec le plus de représentations de la région, dans lequel se superposent les motifs typiques de l'art levantin avec les schémas :

« Son étude détaillée peut nous permettre d'établir une séquence chronologique, thématique et chromatique qui aiderait sans aucun doute à mieux comprendre l'évolution de l'art préhistorique dans la Sierra de Albarracín.
Sentier de l'art rupestre de Tormón. Guide didactique, José Ignacio Royo Guillén et al »